# Anaerofilum
Anaerofilum è un genere di batterio appartenente alla famiglia delle Lachnospiraceae.